# Asura frigida
Asura frigida là một loài bướm đêm thuộc phân họ Arctiinae, họ Erebidae.